# Pseudicius refulgens
Pseudicius refulgens là một loài nhện trong họ Salticidae.
Loài này thuộc chi Pseudicius. Pseudicius refulgens được Wanda Wesołowska & Cumming miêu tả năm 2008.